# Verso Paola
Verso Paola è un romanzo breve di Francesca Sanvitale.

## Trama
Alessandro, professore universitario, compie un viaggio in treno da Bolzano, passando per Bologna, Firenze, Roma, fino alla calabra Paola. È un attraversamento fisico dell’Italia tra sogni svaniti e ricordi.
In Trentino ha lasciato l'amante Evelina e sta per raggiungere la moglie. Nei vagoni fa degli incontri che suscitano in lui riflessioni o risvegliano dei timori: un bambino assorto nel suo mondo fantastico, un anziano in difficoltà, l’amico dei tempi dell’università, compagno di lotte e ideali, che si siede di fronte a lui, ma che Alessandro, colto dall’imbarazzo e dalla paura di rivangare un passato ormai lontano, finge di non riconoscere.

## Edizioni
- Francesca Sanvitale, Verso Paola, Torino, Einaudi, 1991.